# Jimmy Archey
Jimmy Archey (Norfolk, 12 de outubro de 1902 – Amityville, 16 de novembro de 1967) foi um trombonista de jazz estadunidense, mais notável por seu trabalho em várias orquestras de jazz proeminentes e grandes bandas da época (incluindo a sua própria).
Archey começou a tocar trombone quando tinha 12 anos de idade e logo depois de um ano começou sua carreira profissional. Ele estudou Música no Instituto Hampton (1915-1919), e logo depois mudou-se para Nova Iorque em 1923. Archei se juntou a King Oliver em 1929, fazendo sua estreia de gravação com Oliver em 1930. Jimmy Archey tocou e gravou com a orquestra de James P. Johnson, King Oliver, Fats Waller e a orquestra de Luis Russell, entre outros. No final de 1930, Archey participou de grandes bandas que simultaneamente contou com músicos como Benny Carter, Coleman Hawkins, Cab Calloway, Duke Ellington e Claude Hopkins.